# Ronny Dau
Ronny Dau (* 27. Mai 1963) ist ein ehemaliger deutscher Fußballspieler, der in den 1980er Jahren für die BSG Stahl Brandenburg und die BSG Wismut Aue in der DDR-Oberliga spielte.

## Sportliche Laufbahn
Die in der zweitklassigen DDR-Liga spielende BSG Chemie PCK Schwedt nominierte den 18-jährigen Ronny Dau erstmals zur Saison 1981/82 für ihre 1. Männermannschaft. Bis 1983/84 spielte Dau als Stürmer mit Schwedt in der DDR-Liga, danach stiegen die Chemiker in die Bezirksliga ab.
Im Mai 1985 meldete der DDR-Oberligist BSG Stahl Brandenburg den 1,84 m großen Dau als Neuzugang. Am 2. Spieltag der Saison 1985/86 erhielt er seine erste Chance in einem Oberligaspiel, als er in der Begegnung 1. FC Union Berlin – BSG Stahl (1:0) in der 72. Minute für den rechten Außenverteidiger Eckart Märzke eingewechselt wurde. Danach wurde Dau nur noch einmal am 4. Spieltag in der 64. Minute für Stürmer Holger Döbbel eingesetzt. Zum Saisonende strich Stahl Brandenburg ihn wieder aus seinem Kader. Von 1986/87 bis 1988/89 spielte Ronny Dau für den DDR-Ligisten BSG Motor Ludwigsfelde. Er wurde von Anfang an Stammspieler, bestritt von 1986 bis 1989 62 Punktspiele und war mit 26 Toren in dieser Zeit bester Schütze der Ludwigsfelder.
In der Hinrunde der Spielzeit 1989/90 tauchte Dau zwischen Oktober und Dezember für drei Oberliga-Punktspiele bei der BSG Wismut Aue auf. In den drei Spielen wurde er jeweils nur als Einwechselspieler aufgeboten. Anfang 1990 wechselte Dau zum DDR-Ligisten BSG Stahl Hennigsdorf, bei dem er auch noch nach der Umwandlung in den FC Stahl bis zum Sommer 1991 in der zweitklassigen NOFV-Liga (ehemals DDR-Liga) spielte. Nach der Neuordnung des DFB-Ligensystems waren die Hennigsdorfer ab 1991/92 in der drittklassigen Oberliga Nordost vertreten, aus der sie sich am Saisonende aus wirtschaftlichen Gründen zurückzogen.
Erst zur Saison 1995/96 kehrte Dau wieder in den überregionalen Fußball zurück, als er sich dem in der drittklassigen Fußball-Regionalliga spielenden 1. FC Lok Stendal anschloss. Er blieb dort bis zum Ende der Spielzeit 1997/98 und hatte in dieser Zeit einen späten Karrierehöhepunkt mit der Teilnahme am Viertelfinalspiel des DFB-Pokals 1995 gegen den Bundesligisten Bayer Leverkusen, das die Stendaler zuhause erst nach Elfmeterschießen mit 4:5 verloren. Dau verwandelte einen Elfmeter zum zwischenzeitlichen 3:2 für Stendal.